# Bogkassette
En bogkassette eller blot kassette til bøger er en stiv boks - som regel af kraftigt pap - som bogen eller bøgerne passer ind i og som har til formål at beskytte dem. En bogæske har desuden låg.
Museer og arkiver benytter til emballering i stigende grad materialer efter ISO 9706 der vedrører permanent papir, herunder syrefrit og syreneutralt papir.
- Bogkassetter
- En "bogkassette" fra 1400-tallet
- Norsk Riksmaalsordbok, seks bind samlet i én bogkassette
- En gammel bevaringsværdig bog har fået en bogkassette.
- Ny bogkassette med Herfra hvor vi står fra 2010